# 高家酒馆
高家酒馆，是南京市鼓楼区的一条街巷，位于中山路之西，南起华侨路，北通中山路，长87米。因清代有高姓老者在此开酒馆而得名，同治《上江两县志》曾记载此名。南京大屠杀期间，在高家酒馆55号设立难民收容所，共收容770人。